# Edvard Fredrik von Saltza
Edvard "Evert" Fredrik von Saltza, född den 15 maj 1775 på Åsakatorp i Västergötland, död den 8 april 1859 på sin gård Mem i Östergötland, var en svensk greve och författare.

## Biografi
Edvard Fredrik von Saltza var son till kammarherren friherre Carl Fredrik von Saltza och Anna Danckwardt-Lillieström, brorson till Hugo Herman von Saltza, samt sonson till friherre Ludvig von Saltza och Anna Charlotta Kruuse af Verchou.
von Saltza tjänstgjorde några månader som fänrik vid Älvsborgs regemente, men ägnade sedan sitt liv dels åt hovtjänst, dels åt industriella företag och åt författarskap. Utnämnd till kammarjunkare av Gustav IV Adolf 1798, avancerade han vid Karl XIV Johans regeringstillträde till överstekammarjunkare och upphöjdes 1843 i grevligt stånd. von Saltza, som var av en mystikt kontemplativ läggning och ivrigt intresserade sig för frimureriet, författade ett stort antal religiösa och skönlitterära arbeten. 
Till den under Wallins ledning arbetande psalmbokskommittén insände von Saltza under titeln "Prof-psalmer" över ett 70-tal omarbetningar av nummer i 1695 års psalmbok, vilka dock kommittén förklarade sig inte kunna godkänna "på grund af bristande grammatikalisk riktighet och vårdslös meter". En del av dessa bearbetningar infördes i författarens "Bönebok" från 1811. Ett häfte anteckningar ur släktkrönikan, som fanns bland hans efterlämnade papper, utgavs 1912 (av Nils Sjöberg) under titeln Familjeanekdoter och minnen från barndomen.
Han var gift med friherrinnan Beata Hamilton af Hageby, och farfar till Carl Fredrik von Saltza.

## Utmärkelser
- Riddare av Nordstjärneorden,  16 december 1814[1]
- Kommendör av Vasaorden,  28 januari 1821[1]
- Carl XIII:s orden,  25 juni 1823[1]
- Kommendör med stora korset av Vasaorden,  6 februari 1843[1]
- Riddare och Kommendör av Kungl Maj:ts Orden,  28 april 1854[1]

[Redigera Wikidata]

### Religiös litteratur
- Bönebok (1811; omkring 50 upplagor)
- Christeliga betraktelser öfver altarets sakrament (1826, flera upplagor)
- Christeliga betraktelser öfver Johannis evangelium (1829).

### Annan litteratur
- En tysk riddares berättelse (1810; under pseudonymen Johan von Turneisen)
- Snö Sigvaldsson och Gauta den fagra (1834)
- De siste folkungarne eller grundläggningen af S:ta Clara kloster (1836)
- Skildringar ur sällskapslifvet (1836)